# Discoveries in the Judaean Desert
Discoveries in the Judaean Desert, in wetenschappelijke publicaties vaak afgekort tot DJD, is een wetenschappelijke 40-delige boekenserie die geldt als de editio princeps van de Dode Zee-rollen. Het 39e deel bestaat uit een index bij de eerste 38 delen. De serie wordt uitgegeven door Oxford University Press. Vrijwel alle delen zijn gewijd aan de vondsten in de grotten bij Qumran (voornamelijk tekstvondsten), maar in sommige delen worden tekstvondsten beschreven die elders in de woestijn ten westen van de Dode Zee zijn gedaan, zoals in Murabba'at (deel 2) en Nahal Hever (deel 8).

## Geschiedenis
Het eerste deel van de serie verscheen in 1955 en was gewijd aan de vondsten in grot 1 bij Qumran, ongeveer 8 jaar daarvoor. Tot 1967 verscheen de serie onder de titel Discoveries in the Judean Desert of Jordan, maar na de politieke verschuivingen als gevolg van de Zesdaagse Oorlog ging de serie verder onder de huidige naam. Aanvankelijk verliep de publicatie van de serie (en daarmee de publicatie van de Dode Zee-rollen in het algemeen) zeer moeizaam. In 1982 waren nog slechts zeven delen verschenen. Vanaf 1984 is het team dat verantwoordelijk was voor de publicaties uitgebreid met diverse Israëlische wetenschappers om zo de publicatie van de teksten te bespoedigen. Dit doel werd echter pas bereikt na 1990, toen Emanuel Tov werd aangesteld als eindredacteur. Inmiddels is de serie vrijwel compleet (aan deel 32 wordt nog gewerkt) en wordt een herziening van enkele eerder verschenen delen voorbereid.

## Inhoud
1. D. Barthélemy; J. T. Milik. Qumran Cave I. DJD I: Qumran Cave 1.I. Oxford: Clarendon, 1955. xi + 163 pp. + xxxvii plates.
2. P. Benoit, J. T. Milik, R. de Vaux. Les grottes de Murabba'at. DJD II. Oxford: Clarendon, 1961. xv + 314 pp. + cvii plates.
3. M. Baillet, J. T. Milik, R. de Vaux. Les 'Petites Grottes' de Qumrân. DJD III. Oxford: Clarendon, 1962. xiii + 315 pp. + lxxi plates.
4. J. A. Sanders. The Psalms Scroll of Qumrân Cave 11 (11QPsa). DJD IV: Cave 11.I. Oxford: Clarendon, 1965. xi + 97 pp. + xvii plates.
5. J. M. Allegro, A. A. Anderson. 4Q158–4Q186. DJD V: Qumrân Cave 4.I. Oxford: Clarendon, 1968. xii + 111 pp. + xxxi plates.
6. R. de Vaux, J. T. Milik. I. Archéologie, II. Tefillin, Mezuzot et Targums (4Q128–4Q157). DJD VI: Qumrân grotte 4.II. Oxford: Clarendon, 1977. xi + 91 pp. + xxviii plates.
7. M. Baillet. 4Q482–4Q520. DJD VII: Qumrân grotte 4.III. Oxford: Clarendon, 1982. xiv + 339 pp. + lxxx plates.
8. Emanuel Tov with the collaboration of R. A. Kraft. The Greek Minor Prophets Scroll from Nahal Hever (8HevXIIgr). DJD VIII. Oxford: Clarendon, 1990; reprinted with corrections 1995. x + 169 pp. + xx plates.
9. P. W. Skehan, E. Ulrich, J. E. Sanderson. Paleo Hebrew and Greek Biblical Manuscripts. DJD IX: Qumran Cave 4.IV. Oxford: Clarendon, 1992. xiii + 250 pp. + xlvii plates.
10. E. Qimron, J. Strugnell. Miqsat Ma'ase ha-Torah. DJD X: Qumran Cave 4.V. Oxford: Clarendon, 1994. xiv + 235 pp. + viii plates.
11. E. Eshel e.a., in consultation with J. VanderKam and M. Brady. Poetical and Liturgical Texts, Part 1. DJD XI: Qumran Cave 4.VI. Oxford: Clarendon, 1998. xi + 473 pp. + xxxii pl.
12. Eugene Ulrich, Frank M. Cross e.a. Genesis to Numbers. DJD XII: Qumran Cave 4 VII. Oxford: Clarendon, 1994. xv + 272 pp. + xlix plates.
13. H. Attridge e.a.; in consultation with J. VanderKam. Parabiblical Texts, Part 1. DJD XIII: Qumran Cave 4.VIII. Oxford: Clarendon, 1994. x + 470 pp. + xliii plates.
14. Eugene Ulrich, Frank M. Cross e.a. Deuteronomy, Joshua, Judges, Kings. DJD XIV: Qumran Cave 4.IX. Oxford: Clarendon, 1995; reprinted 1999. xv + 183 pp. + xxxvii plates.
15. Eugene Ulrich e.a. The Prophets. DJD XV: Qumran Cave 4.X. Oxford: Clarendon, 1997. xv + 325 pp. + lxiv plates.
16. Eugene Ulrich e.a. Psalms to Chronicles. DJD XVI: Qumran Cave 4 XI. Oxford: Clarendon, 2000. xv + 302 pp. +xxxviii plates.
17. Frank M. Cross e.a. 1-2 Samuel. DJD XVII: Qumran Cave 4.XII. Oxford: Clarendon, 2005. 332 pp. + xxviii plates.
18. J. M. Baumgarten. The Damascus Document (4Q266–273). DJD XVIII: Qumran Cave 4.XIII. Oxford: Clarendon, 1996. xix + 236 pp. + xlii plates.
19. M. Broshi e.a., in consultation with J. VanderKam. Parabiblical Texts, Part 2. DJD XIX: Qumran Cave 4.XIV. Oxford: Clarendon, 1995. xi +267 pp. + xxix plates.
20. T. Elgvin e.a., in consultation with J. A. Fitzmyer. Sapiential Texts, Part 1. DJD XX: Qumran Cave 4.XV. Oxford: Clarendon, 1997. xi + 246 pp. + xviii plates.
21. S. Talmon; J. Ben-Dov; U. Glessmer. Calendrical Texts. DJD XXI: Qumran Cave 4.XVI. Oxford: Clarendon, 2001. xii + 263 pp. + xiii plates.
22. G. J. Brooke e.a., in consultation with J. Vanderkam. Parabiblical Texts, Part 3. DJD XXII: Qumran Cave 4.XVII. Oxford: Clarendon, 1996. xi + 352 pp. + xxix plates.
23. F. García Martínez, E. J. C. Tigchelaar, A. S. van der Woude. 11Q2–18, 11Q20–31. DJD XXIII: Qumran Cave 11.II. Oxford: Clarendon, 1998. xiii + 487 pp. + liv plates.
24. M. J. W. Leith. Wadi Daliyeh Seal Impressions. DJD XXIV. Oxford: Clarendon, 1997. xxv + 249 pp. + xxiv plates.
25. É. Puech. Textes hébreux (4Q521–4Q528, 4Q576–4Q579). DJD XXV: Qumran Cave 4.XVIII. Oxford: Clarendon, 1998. xii + 229 pp. + xv plates.
26. P. Alexander, Géza Vermes. 4QSerekh Ha-Yah [ ad and Two Related Texts. DJD XXVI: Qumran Cave 4.XIX. Oxford: Clarendon, 1998. xvii + 253 pp. + xxiv plates.
27. H. M. Cotton, Ada Yardeni. Aramaic, Hebrew, and Greek Documentary Texts from Nahal H?ever and Other Sites: with an Appendix Containing Alleged Qumran Texts (The Seiyâl Collection II). DJD XXVII. Oxford: Clarendon, 1997. xxvii + 381 pp. + 33 figures + lxi plates.
28. D. Gropp. Wadi Daliyeh II: The Samaria Papyri for Wadi Daliyeh. E Schuller and others, in consultation with J VanderKam and M Brady. Miscellanea, Part 2. DJD XXVIII: Qumran Cave 4.XXVIII. Oxford: Clarendon, 2001. xv + 254 pp. + lxiii plates.
29. E. Chazon e.a., in consultation with J. VanderKam und M. Brady, Poetical and Liturgical Texts, Part 2. DJD XXIX: Qumran Cave 4.XX. Oxford: Clarendon, 1999. xiii + 478 pp. + xxviii plates.
30. D. Dimant. Parabiblical Texts, Part 4: Pseudo-Prophetic Texts. DJD XXX: Qumran Cave 4.XXI. Oxford: Clarendon, 2001. xiv + 278 pp. + xii plates.
31. É. Puech. Textes araméens, première partie: 4Q529–549. DJD XXXI: Qumran Grotte 4.XXII. Oxford: Clarendon, 2001. xviii + 439 pp. + xxii plates.
32. P. W. Flint, E. Ulrich. The Isaiah Scrolls. DJD XXXII. Qumran Cave 1.II. Oxford: Clarendon. (in voorbereiding.)
33. D. M. Pike, A. Skinner with a contribution by TL Szink, in consultation with J VanderKam and M Brady. Unidentified Fragments. DJD XXXIII: Qumran Cave 4.XXIII. Oxford: Clarendon, 2001. xv + 376 pp. + xli plates.
34. J. Strugnell, D. J. Harrington, T. Elgvin, in consultation with J. A. Fitzmyer, 4QInstruction (Musar leMevin): 4Q415 ff. DJD XXXIV: Qumran Cave 4.XXIV. Oxford: Clarendon, 1999. xvi + 584 pp. + xxxi plates.
35. J. Baumgarten e.a. Halakhic Texts. DJD XXXV: Qumran Cave 4.XXV. Oxford: Clarendon, 1999. xi + 173 pp. + xii plates.
36. S. J. Pfann. Cryptic Texts; PS Alexander and others, in consultation with J VanderKam and M Brady. Miscellanea, Part 1. DJD XXXVI: Qumran Cave 4.XXVI. Oxford: Clarendon, 2000. xvi + 739 + xlix plates.
37. É. Puech. Textes araméens, deuxième partie: 4Q550–575, 580–582.  DJD XXXVII: Qumran Cave 4.XXVII. Oxford: Clarendon, 2008. 614 pp. + xxvi plates.
38. J. Charlesworth e.a., in consultation with J. VanderKam und M. Brady. Miscellaneous Texts from the Judaean Desert. DJD XXXVIII. Oxford: Clarendon, 2000. xvii + 250 pp. + xxxvi plates.
39. E. Tov. The Text from the Judaean Desert: Indices and an Introduction to the Discoveries in the Judaean Desert Series. DJD XXXIX. Oxford: Clarendon, 2002. x + 452 pp.
40. C. Newsom, H. Stegemann, E. Schuller, Qumran Cave 1.III: 1QHodayot a, with Incorporation of 4QHodayot a-f and 1QHodayot b. DJD XL. Oxford: Clarendon, 2008.

- Library of Congress Control Number: n86726166
- Nationale Bibliotheek van Israël: 987007526023705171
- Virtual International Authority File: 179469432